# Richia pampolycala
Richia pampolycala är en fjärilsart som beskrevs av Dyar 1912. Richia pampolycala ingår i släktet Richia och familjen nattflyn. Inga underarter finns listade.